# Харківський механічний технікум імені О. О. Морозова
Харківський механічний технікум імені О. О. Морозова — державний вищий навчальний заклад І рівня акредитації, підпорядкований Міністерству освіти і науки, молоді та спорту України та розташований у Харкові.
Іменовано на честь видатного радянського конструктора Олександра Олександровича Морозова.

## Структура, спеціальності
Технікум готує молодших спеціалістів за фахом:
- Обробка матеріалів на верстатах і автоматичних лініях;
- Технічне обслуговування і ремонт устаткування підприємств машинобудування;
- Виробництво двигунів;
- Обслуговування та ремонт автомобілів і двигунів.